# Season of Mist
Season of Mist är ett franskt skivbolag grundat av Michael S. Berberian i Marseille 1996. Bolaget är specialiserat på black metal, death metal, gothic metal och progressive metal även om andra genrer också förekommer i dess utgivning.
Några av banden som idag ges ut på Season of Mist är 1349, Abbath, Koldbrann, Mayhem och Rotting Christ. Bland band som bolaget tidigare haft i sin utgivning återfinns Carpathian Forest, Deathspell Omega, Enslaved, Morbid Angel och Samael.